# Adalberto Manuel Silva Ribeiro
Adalberto Manuel Silva Ribeiro, meglio conosciuto come Adalberto (Paredes, 13 febbraio 1969), è un ex calciatore portoghese, di ruolo difensore.

## Carriera
Durante la sua carriera ha giocato solo con la maglia del Paços de Ferreira.

## Palmarès

### Club

#### Competizioni nazionali
- Segunda Liga: 1

Paços Ferreira: 1990-1991